# 丁贤拔墓园
丁贤拔墓园，位于中国广东省梅州市附城镇黎丰山麓，为梅州市丰顺县的一个市、县级文物保护单位，类型为古墓葬，公布时间为1992年6月。
丁贤拔墓园的历史年代为清代。